# Могильниця (Польща)
Могильниця (Моґільниця, пол. Mogilnica) — село в Польщі, у гміні Селище Холмського повіту Люблінського воєводства. Населення — 220 осіб (2011).

## Історія

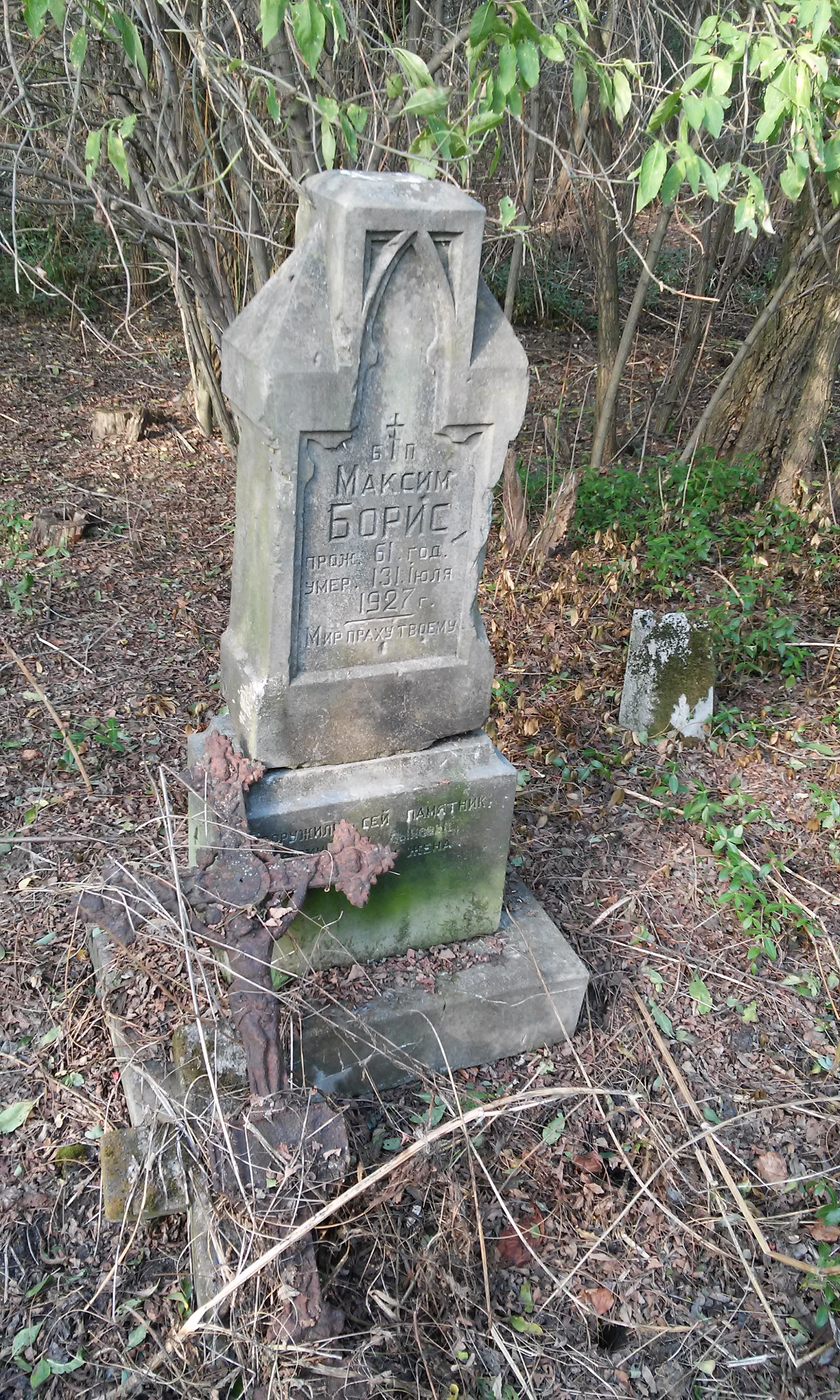
Православний цвинтар

За даними митрополита Іларіона (Огієнка), 1476 року вперше згадується православна церква в селі. Український історик Іван Крип'якевич датує першу згадку про церкву 1564 роком.
За даними етнографічної експедиції 1869—1870 років під керівництвом Павла Чубинського, у селі здебільшого проживали греко-католики, які розмовляли українською мовою. 1872 року місцева греко-католицька парафія налічувала 507 вірян. 1912 року в селі зведено православну церкву.
У 1938 році польська влада в рамках великої акції руйнування українських храмів на Холмщині і Підляшші знищила місцеву православну церкву.
У 1943 році в селі проживало 495 українців і 62 поляки.
У 1975—1998 роках село належало до Холмського воєводства.

## Населення
Демографічна структура станом на 31 березня 2011 року:
|          | Загалом | Допрацездатний вік | Працездатний вік | Постпрацездатний вік |
| -------- | ------- | ------------------ | ---------------- | -------------------- |
| Чоловіки | 114     | 37                 | 63               | 14                   |
| Жінки    | 106     | 20                 | 52               | 34                   |
| Разом    | 220     | 57                 | 115              | 48                   |